# Parafia Ewangelicko-Augsburska w Istebnej
Parafia Ewangelicko-Augsburska w Istebnej – parafia luterańska w Istebnej, należąca do diecezji cieszyńskiej. W 2019 liczyła 291 wiernych.

## Historia
Od 1791 Istebna, Koniaków i Jaworzynka należały do zboru w Nawsiu. Zostały od niego odcięte granicą państwową w 1920. Ówczesny pastor Karol Krzywoń rozumiejąc sytuację rozpoczął starania o budowę istebniańskiego kościoła ewangelickiego. Kościół został wybudowany w latach 1927-1930 według projektu inż. Tadeusza Michejdy, poświęcony 3 sierpnia 1930 przez ks. Juliusza Burschego. 1 października 1932 Istebna stała się filią parafii w Wiśle. 
W 1937 filiał zrzeszał 303 wiernych.
W czasie II wojny światowej ponownie przyłączono ją do Nawsia. W 1994 parafia w Wiśle została podzielona na kilka mniejszych, a w Istebnej zamieszkał wikary i późniejszy administrator ks. Marek Londzin, a od 6 czerwca 1999 proboszcz. W latach 2006–2018 proboszczem parafii był ks. Alfred Staniek. W 2019 roku na stanowisko to został mianowany został ks. Dariusz Madzia, dotychczasowy wikariusz w Cieszynie.